# Данкович Андрій Васильович
Андрій Васильович Данкович (нар. 1 липня 1987, с. Лолин, Івано-Франківська область) — український художник-ілюстратор, автор коміксів на науково-фантастичну та фентезійну тематики.

## Життєпис
Навчався в Долинській дитячій художній школі (2004) та Українській академії друкарства (2009).

## Творчість
Малює з 4-х років. Основні жанри — наукова фантастика, жахи, темне фентезі.
Брав участь у фестивалях «Kyiv Comic Con», «Comic Con Ukraine», «Книжковий арсенал», «Форум видавців», «San Diego Comic-Con» (2017, 2018).
Автор книг «Саркофаг» (2016), «Війна Богів» (2016), «Світ 912» (2016), «Сон» (2016), «Мор» (2018, 2019 виданий польською мовою).

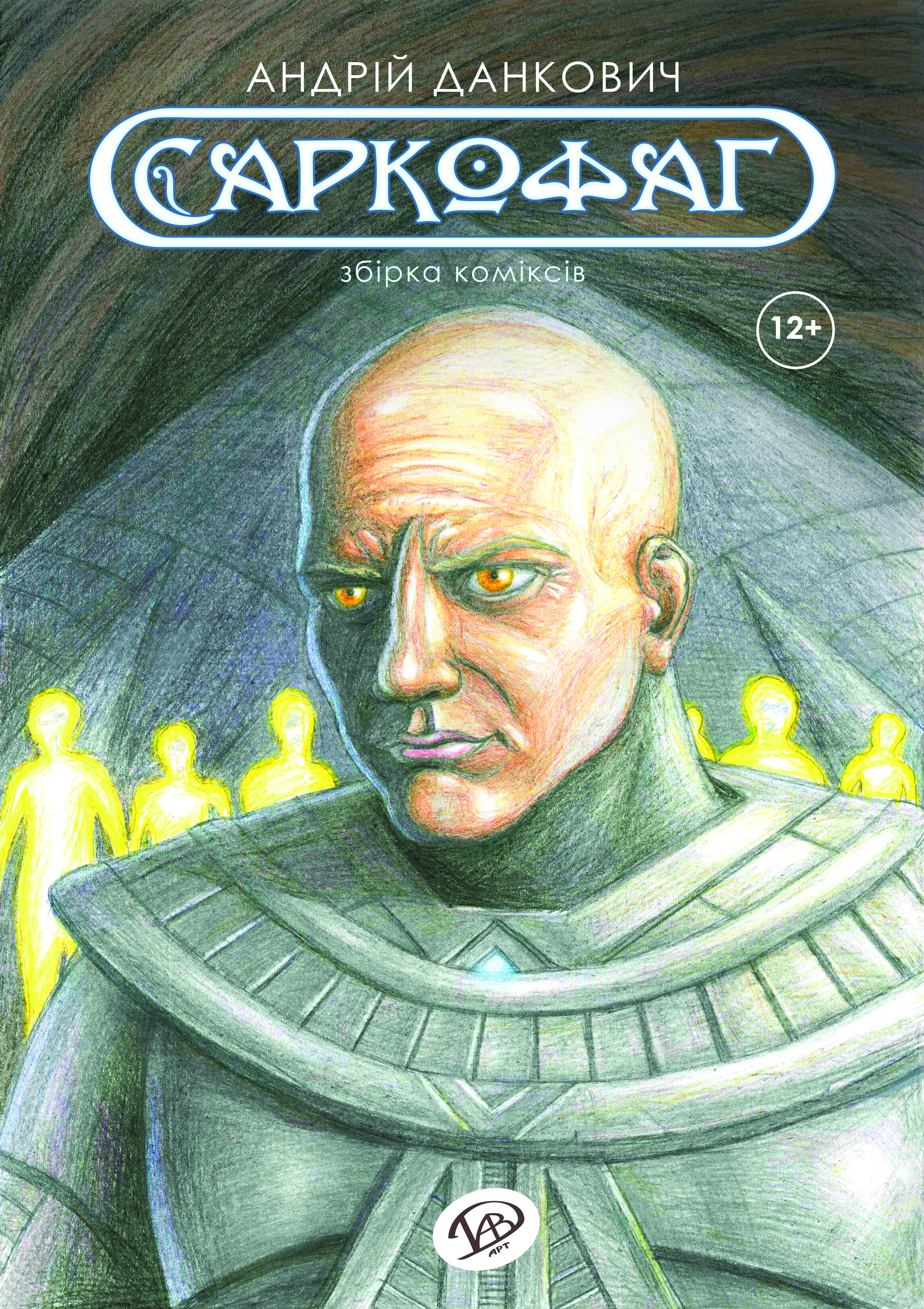
«Саркофаг»
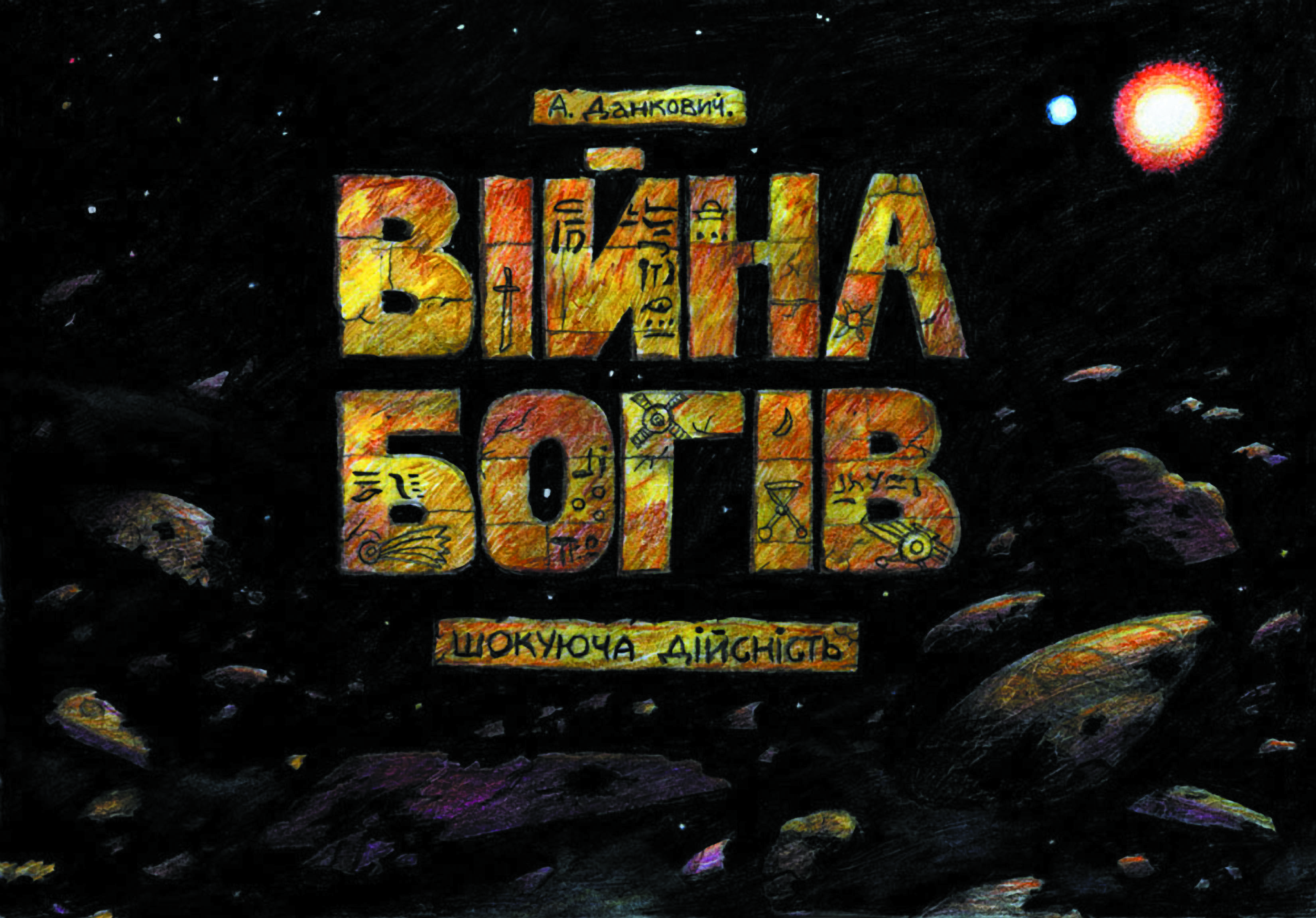
«Війна Богів»
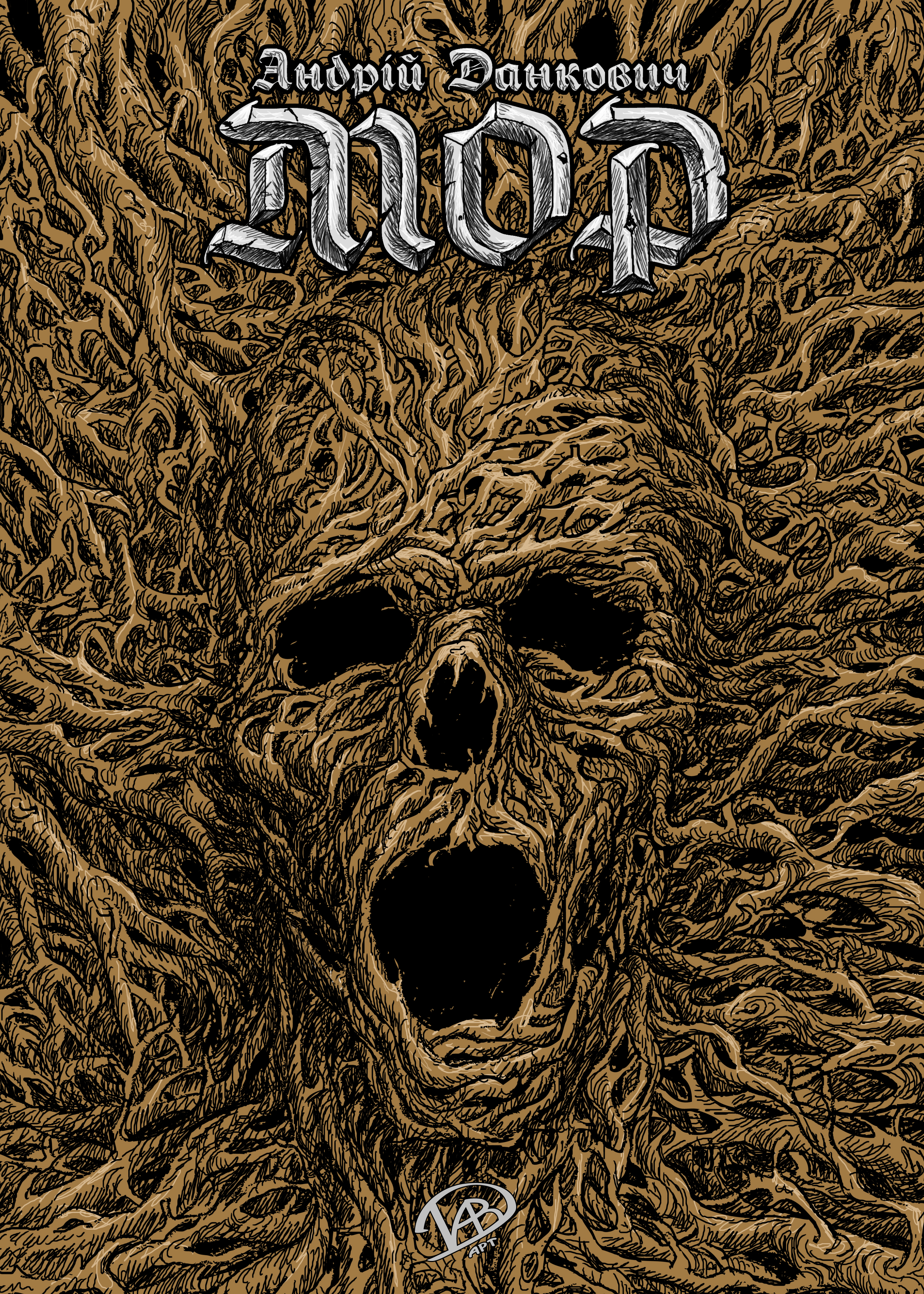
«Мор»

Роботи перебувають у США, Великій Британії, Канаді, Німеччині, Нідерландах, Італії, Іспанії, Південній Африці, Бразилії, Мексиці, Австралії, Новій Зеландії, ОАЕ, Саудівській Аравії, Сінгапурі та багатьох інших.

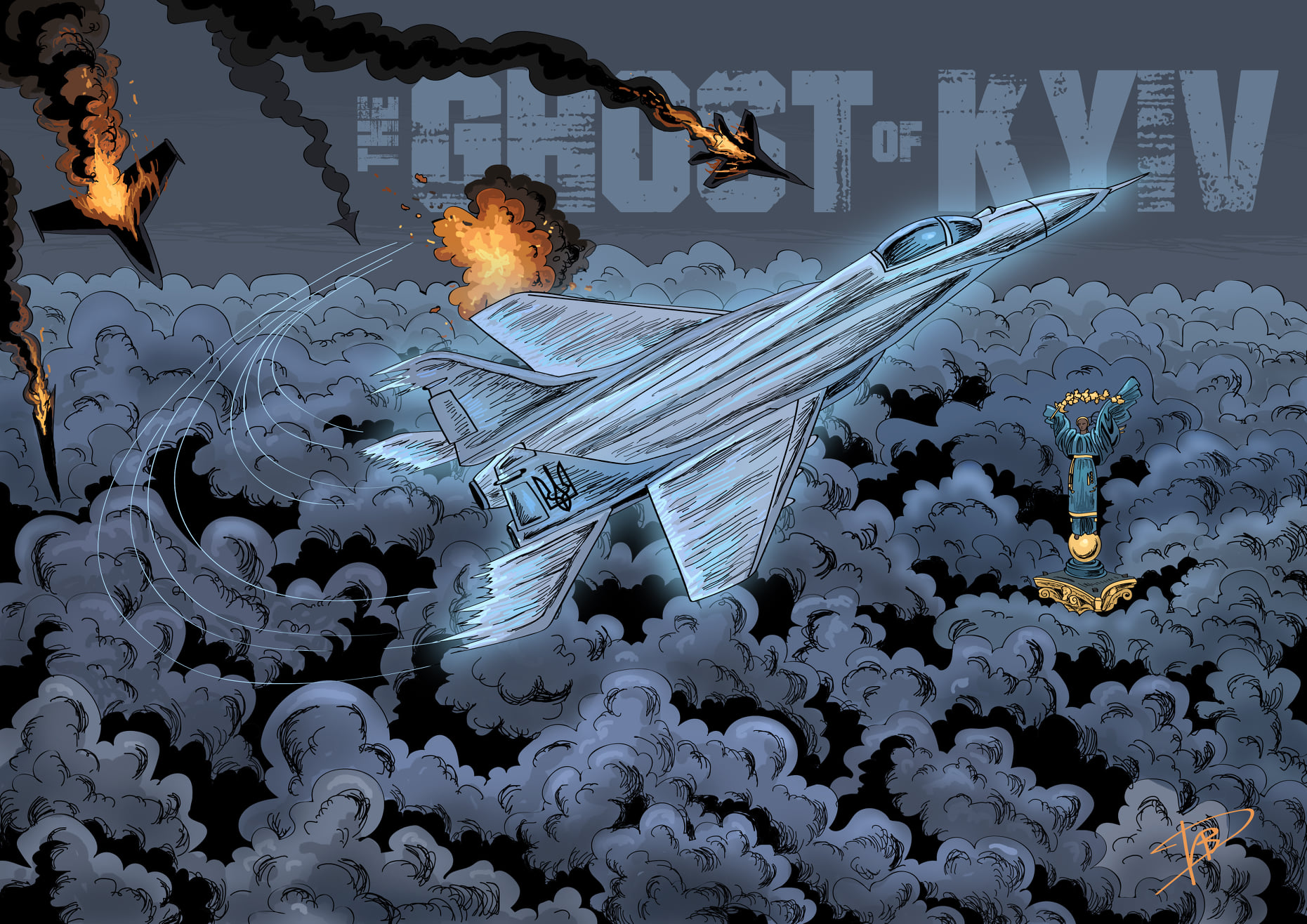
«Привид Києва»
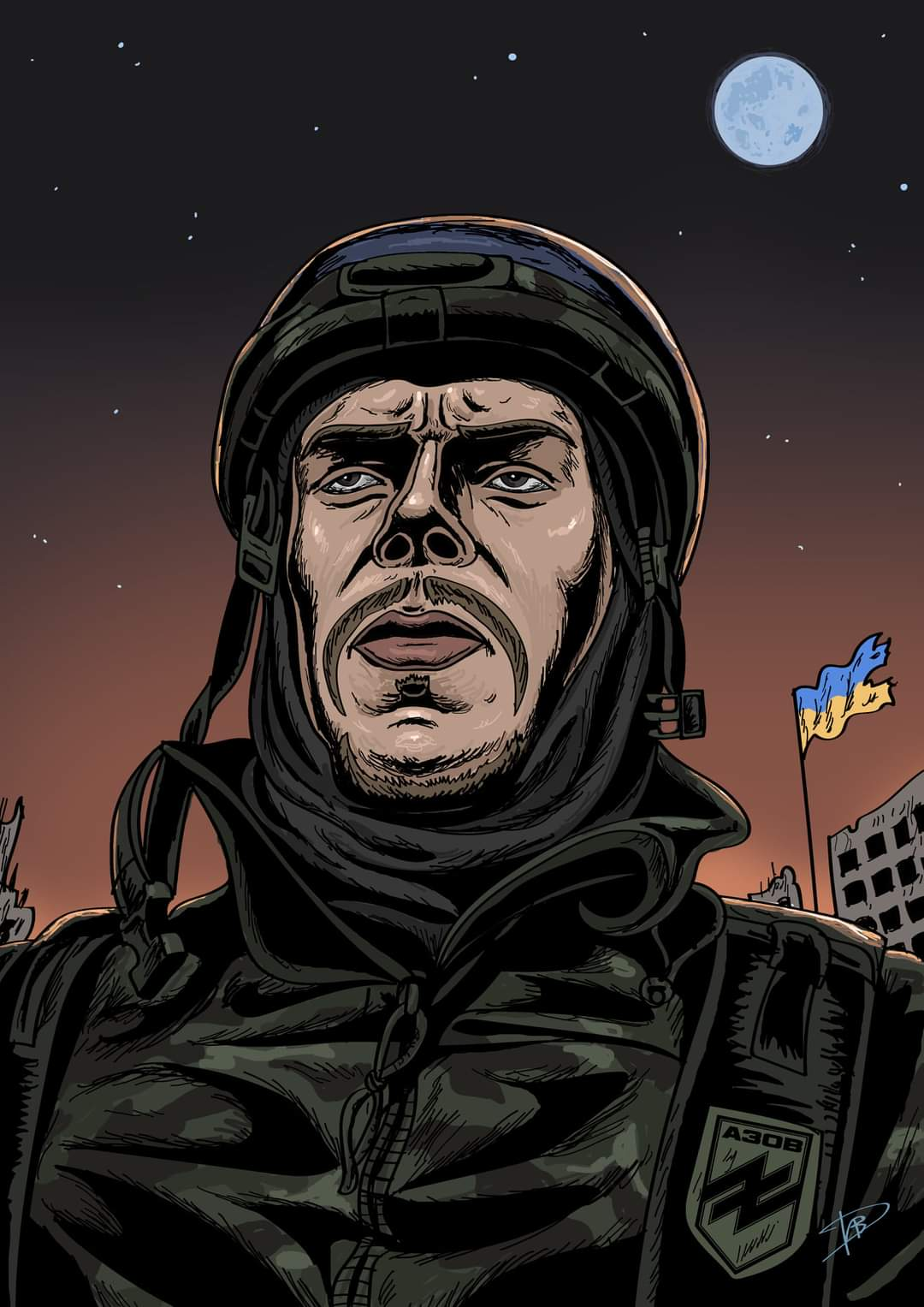
Денис Прокопенко
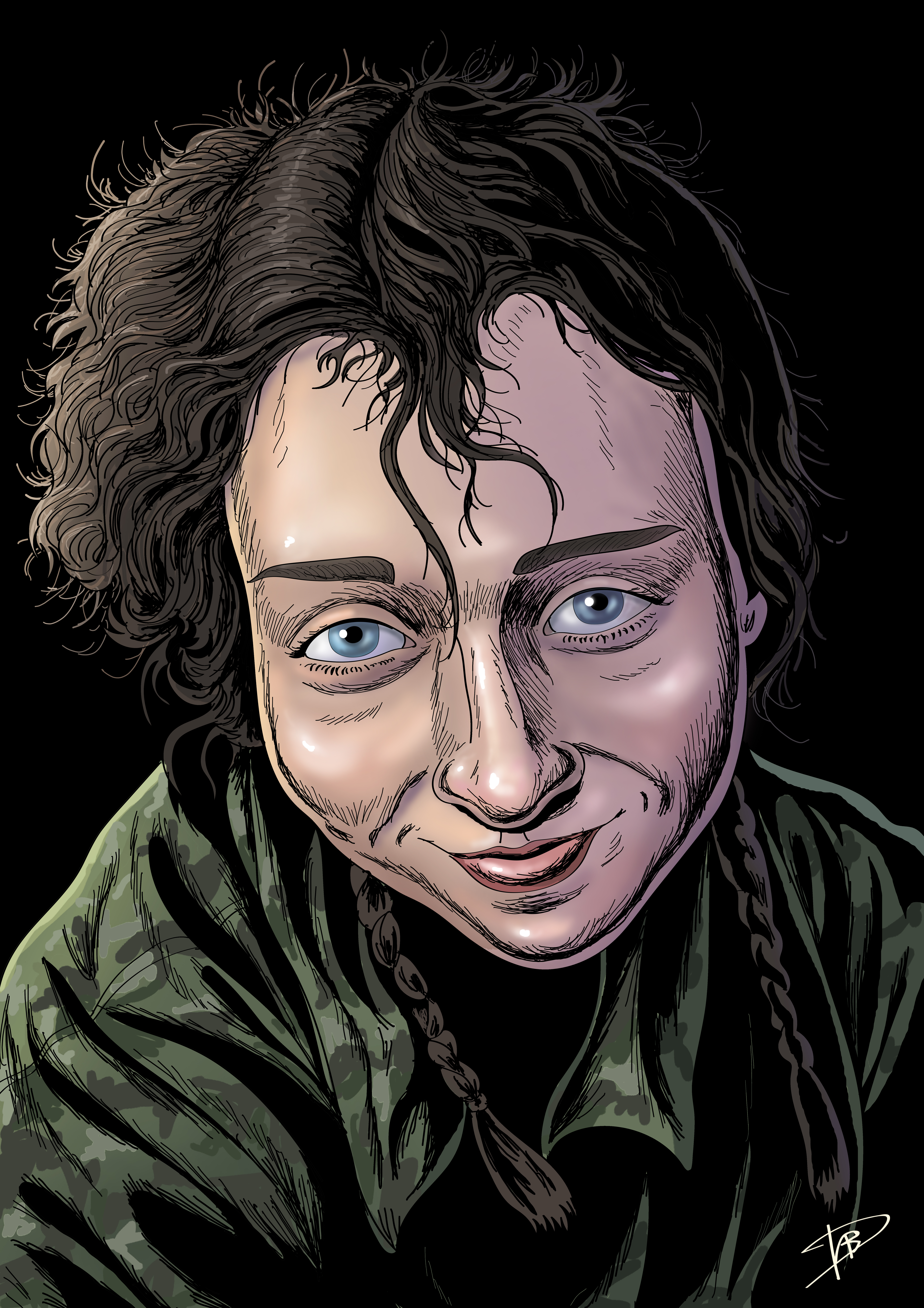
Катерина Поліщук («Пташка»)
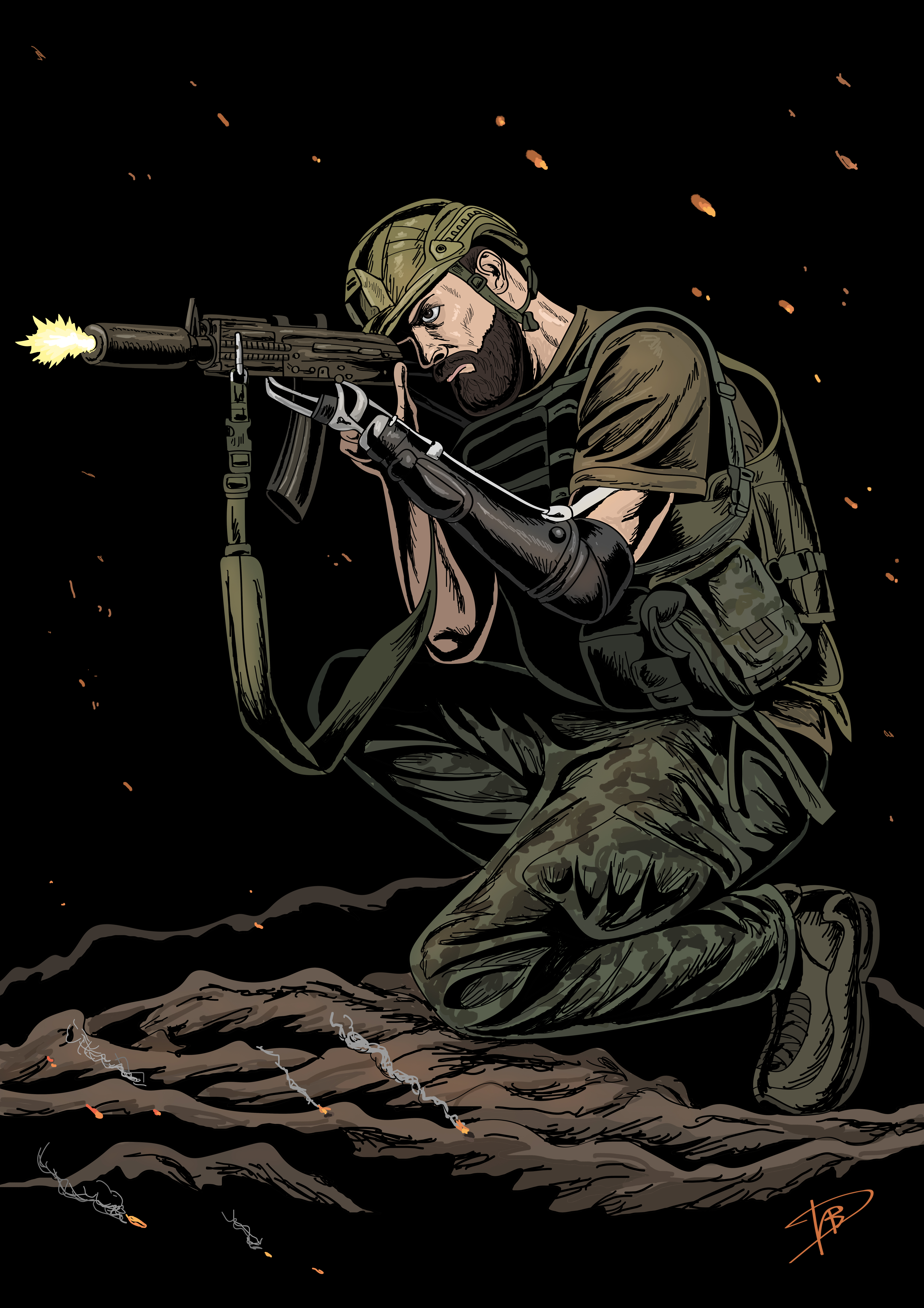
Ілля Самойленко
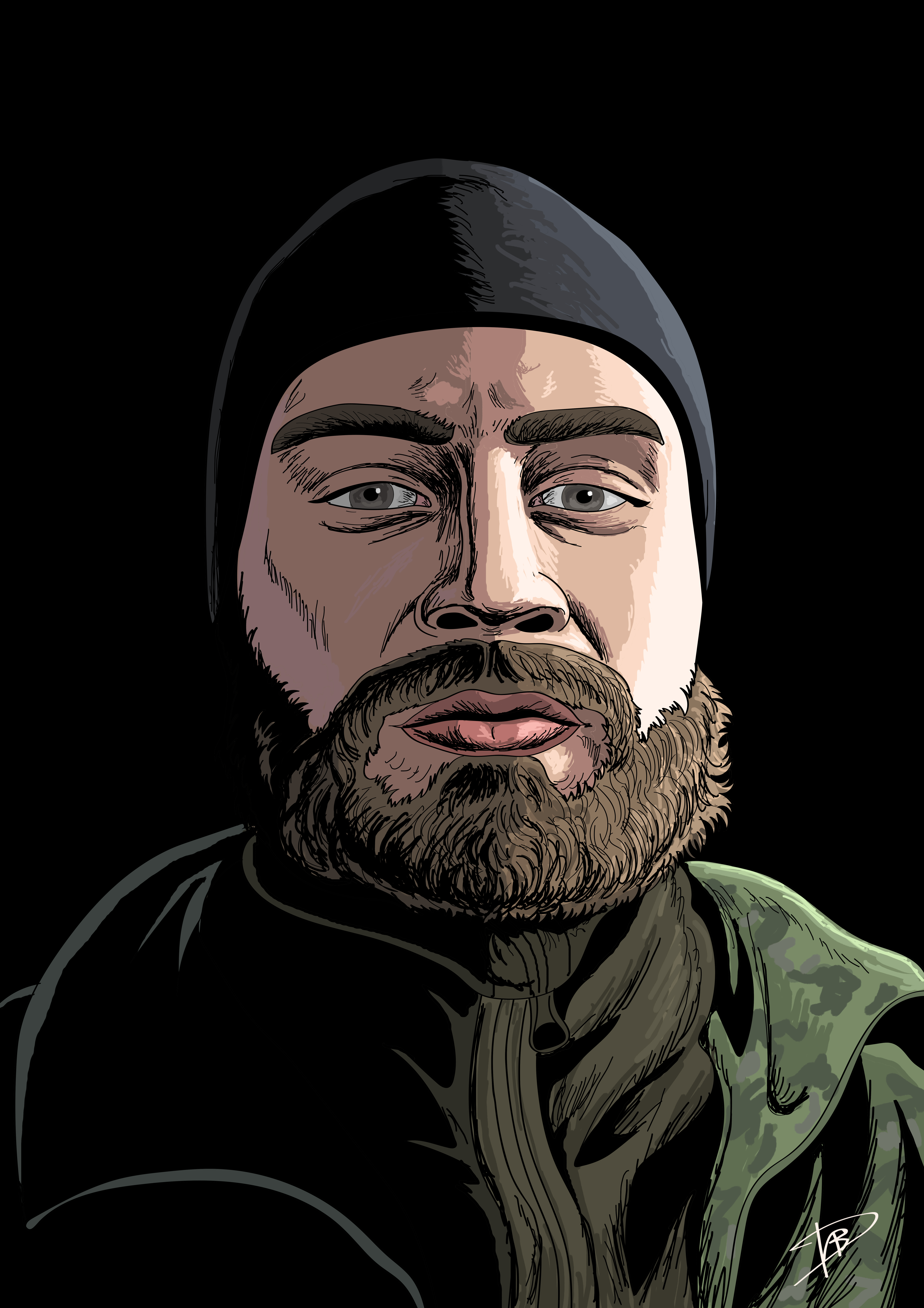
Арсеній Федосюк
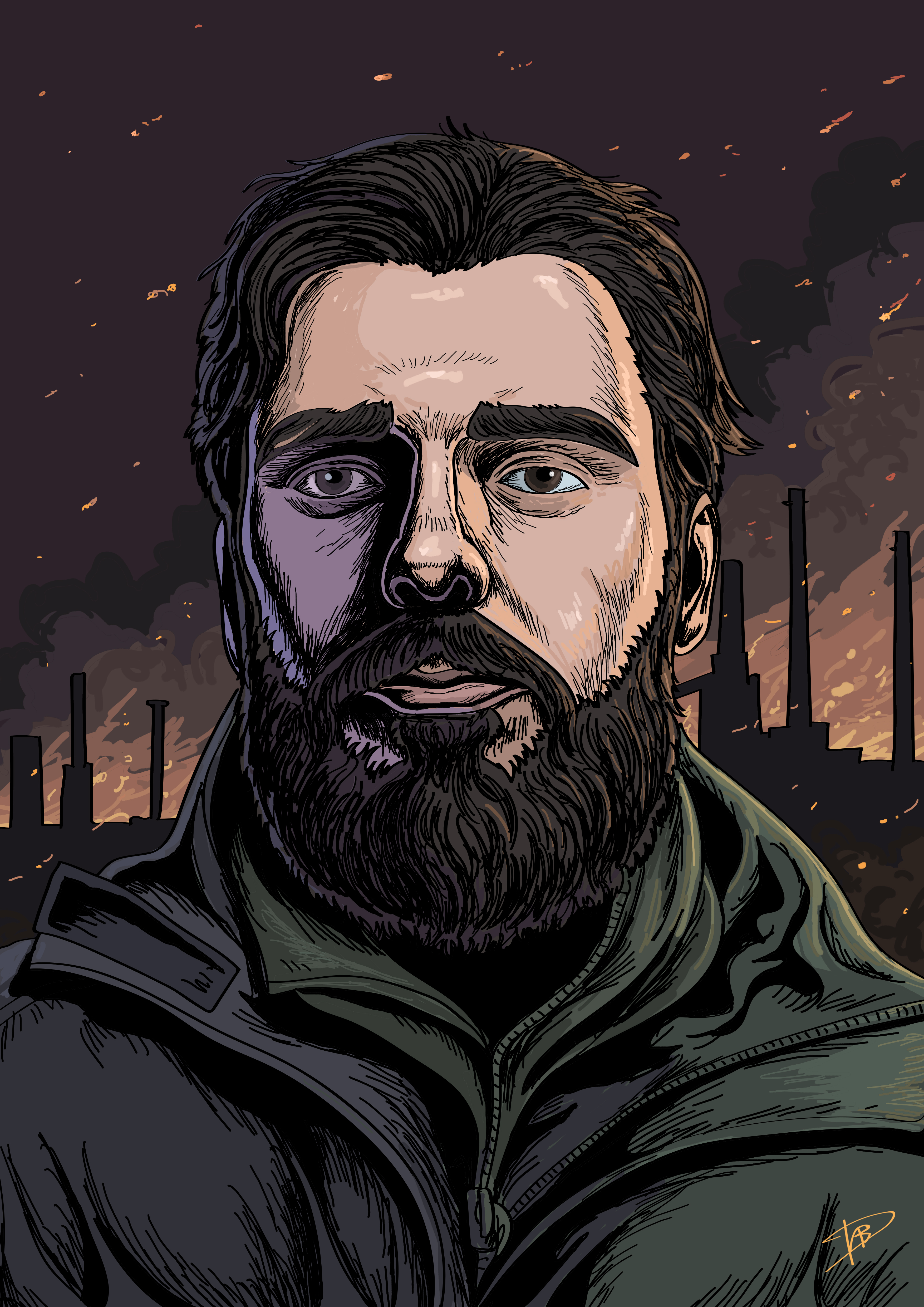
Богдан Кротевич